# Alfred Velghe
Alfred Velghe (16. června 1870 – 28. února 1904) byl francouzský automobilový závodník.
Pro závodění si zvolil jméno Levegh, anagram svého příjmení. Se závoděním začal v roce 1898. Závodil s vozy Mors a byl první a jediný, komu se podařilo prolomit dlouholetou dominanci vozů značky Panhard.
Prvním velkým úspěchem bylo vítězství v 324 km dlouhém závodě Grand Prix Francie 1. září 1899 z Paříže do belgického Ostende, kde Levegh dojel ve stejný čas jako Léonce Girardot s vozem Panhard. O měsíc později, 1. října 1899 za volantem vozu Mors zvítězil v závodě na Bordeaux–Biarritz dlouhém 232 km. V červenci roku 1900 zvítězil Levegh v 1347 km dlouhém závodě Grand Prix Paříž–Toulouse–Paříž. Ten se jel jako neoficiální součást olympijských her, Alfred Velghe trať zdolal za 20 hodin 50 minut a devět sekund. Účastnil se také dvou ročníků Poháru Gordona Bennetta (1900 a 1901).
Kvůli svému podlomenému zdraví však Levegh závodění zanechal. V roce 1904 ve věku 33 let zemřel.

## Zajímavost
Leveghův synovec Pierre Eugène Alfred Bouillin, používající na počest svého strýce pseudonym Pierre Levegh byl v padesátých letech 20. století také známým závodníkem. Jeho jméno je spojeno s katastrofou při závodě 24 hodin Le Mans, kdy se jím řízený Mercedes nemohl vyhnout neovladatelnému vozu Austin-Healey Lance Macklina, narazil do něj a vletěl do davu. Následkem nehody zahynulo 83 diváků.